# マクシミリアン・ウルマン
マクシミリアン・ウルマン（Maximilian Ullmann, 1996年6月17日 - ）は、オーストリア・オーバーエスターライヒ州リンツ出身のサッカー選手。ヴェネツィアFC所属。ポジションはDF。

## クラブ経歴
2014年にSVパッシングでプロデビュー。同年にLASKリンツに昇格。2017-18シーズンにブンデスリーガに昇格し、26試合5ゴールを記録。翌2018-19シーズンも4ゴール決めるなど、中心選手に成長。2019-20シーズンよりSKラピード・ウィーンでプレー。新天地でも先発選手として定着。2021年8月にはアルミニア・ビーレフェルトからの関心も報じられた。
2022年1月18日、ヴェネツィアFCと2年半の契約を締結。移籍第1戦となった23日のインテルナツィオナーレ・ミラノ戦でいきなり先発で起用され、90分間プレーするも、試合は1-2で敗れた。

## 代表経歴
2014年から5年間、ユース世代のオーストリア代表でプレー。
2022年3月29日、ギリシャ代表との親善試合にてオーストリア代表デビューを果たした。